# Günther Roeder (Maler)

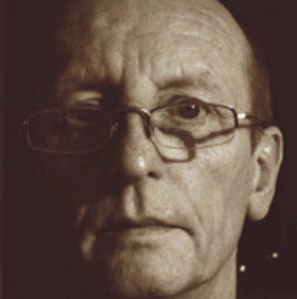
Günther Roeder 2014

Günther Roeder (* 15. März 1946 in Oppdal, Norwegen; † 6. Mai 2015 in Marseille) war ein deutscher Maler, Gerichtszeichner und Karikaturist.

## Leben
Günther Roeder wurde 1946 in Oppdal, Norwegen, in einem Kriegsgefangenenlager geboren, wo seine deutschen Eltern in englischer Internierung geheiratet hatten. Er wuchs in Bremen auf und studierte von 1964 bis 1966 an der Staatlichen Kunstschule Bremen (heute Hochschule für Künste Bremen) und von 1966 bis 1970 Freie Malerei an der Hochschule für Bildende Künste Hamburg, u. a. bei Paul Wunderlich.
Während des Studiums begann er bereits, als Zeichner und Karikaturist für verschiedene Zeitungen und Magazine zu arbeiten und gründete die Galerie „Blinde Kuh“ im Abendrothsweg in Hamburg. 1974 kehrte Günther Roeder nach Bremen zurück, schloss sein Kunststudium ab und übernahm von 1976 bis 1982 Lehraufträge an der Hochschule für Gestaltung Bremen und der Universität Bremen.
Neben der freien Malerei arbeitete Roeder als Graphiker für verschiedene Agenturen, als Zeichner und Karikaturist (u. a. für das Satiremagazin pardon und die Zeitschrift konkret), als Buchillustrator sowie als Gerichtszeichner für zahlreiche Zeitungen und Fernsehsender.
1985 zog er mit seiner Lebensgefährtin, der Bremer Malerin Margret Storck, nach Berlin, vier Jahre später übersiedelten die beiden Künstler in die Provence / Südfrankreich. Seit 1993 lebte Roeder wieder in Deutschland (Düsseldorf). Am 6. Mai 2015 erlag er in Marseille während der Vorbereitung seiner Ausstellung in der Reihe „Sixtrace“ in Sablet/Provence den Folgen eines Schlaganfalls.

## Werke
In seinen Einzelausstellungen in der Galerie CRESC (1976) und in der „Galerie Gruppe Grün“ (1980) in Bremen sowie bei Ausstellungsbeteiligungen in Krakau (1976), Bremen und Knokke (1977), Osnabrück und Münster (1978) und Hamburg (1979) zeigte Günther Roeder vornehmlich Bilder, Grafiken und Zeichnungen. 1976 erhielt er vom Senator für Wissenschaft und Kunst in Bremen den Auftrag, als Kunst im öffentlichen Raum mit dem Wandbild „Der Wasserspringer“ die Rückwand des Filterhauses des Stadionbades Peterswerden zu gestalten.
Sowohl das Wandgemälde als auch die in diesen Jahren ausgestellten Werke zeigten Roeder als kritischen Realisten, der mit solidem handwerklichen Können und den Mitteln der Ironie der Realität begegnete und sie infrage stellte, ohne zu karikieren. „(…) kritische Distanz verbindet sich mit einem symbolischen Einschlag. Eine gewisse Versponnenheit kommt hinzu. Die Blätter wecken Interesse, fordern zur Reflexion auf.“ In Vegesack bei Bremen zeigte Roeder Grafiken von Politikern und Größen des Showgeschäfts „sehr scharf, entkleidet sie der Pose und stößt damit oft zum Kern der Persönlichkeiten vor.“
Das Wandbild im Stadionbad wurde 1976 Gegenstand lebhafter Debatten im Stadtteilbeirat, weil man sich ein „unkomplizierteres, allgemein verständlicheres Bild“ als „Der Wasserspringer“ wünschte.
Günther Roeders zweite Ausstellung in der renommierten Produzentengalerie „Gruppe Grün“ markiert einen Richtungswechsel: „Die jetzt vorgestellten Bilder, Zeichnungen und Objekte weisen ihn als einen Künstler aus, der sich gedanklich mit den Formproblemen einer ins Zeichenhafte verkürzten Bildrealität auseinandersetzt und dessen Arbeiten einen bewußt demonstrativen Charakter haben. (…) Die Rückbesinnung auf die konkreten Voraussetzungen künstlerischen Gestaltens bildet auch für Roeder die Ausgangsposition seines derzeitigen Schaffens, das dem Rückzug des Künstlers auf die Dingwertigkeit des Objekts ebenso Raum läßt wie der individuellen Gebärde in frei gestalteter Form.“
Dieselbe Entwicklung beschreibt Herbert Albrecht im Ausstellungskatalog „Bremer Künstler in der Kommunalen Galerie/Graphothek“ 1984 über Roeder: „Die neueren Arbeiten zeigen ihn dagegen auf einem Wege, der die Gegenstandswelt (von gewissen Anspielungen konstruktivistischer Tendenz einmal abgesehen) völlig ausschließt und der malerischen Handlung, dem malerischen Performance den ersten Platz einräumt.“
Mitte der 1990er Jahre nimmt Roeder wieder Bezug zu den Stilmitteln des kritischen Realismus seiner frühen Arbeiten und arbeitet verstärkt mit seiner besonderen Begabung zur Porträtmalerei. Großformatige Ölbilder und eine Serie von Porträts entstehen, die er u. a. 2005 in einer Ausstellung mit dem Titel „Die Wunden der Vergangenheit“ in der Galerie Niepel in Düsseldorf zeigt: „Schlieren, Narben, Wulste - auf den Gesichtern zeichnen sich die Wunden der Vergangenheit ab. Die Frauen und Männer, die Günther Roeder in Öl auf Leinwand bannt, sind unverwechselbar. Nicht nur, weil der 59-jährige Maler jedes Portrait mit Namen versieht. Durch die Aufhebung der Anonymität erinnern besonders die Kleinformate fast an Steckbrief-Bilder. Portraitbilder galten lang als verpönt, stempelte sie die Kritik doch häufig als Auftragskunst ab. Von diesem Vorurteil befreit sich Roeder und schaffte eine Reihe ausdrucksstarker, beinahe expressionistischer Bildnisse. In der Mimik und auf der Haut spiegeln sich Heiterkeit und Sorgen der Menschen, die ihm Modell gestanden haben. Obwohl sich die Gesichter durch den roten Hintergrund, in den Roeder die Konterfeis taucht, auf den ersten Blick ähnlich sind, wird von Nahem schnell klar: Keine/keiner ist der/die gleiche: Die Machart ist indes die gleiche: Die wächserne Oberfläche hebt die Individualität wieder auf. (…) Unverwechselbar sind die naturalistischen Akt-Gemälde, besonders von Frauen. Splitterfasernackt, lebensgroß stehen sie in einem grau-blauen Farbenkosmos. Einziger rötlicher Farbtupfer ist ein Zehn-Euro-Schein, an dem die Frauen mit ihren Zähnen nagen. Dass sie beinahe den Geldschein verschlingen, legt den Hinweis auf die berufliche Herkunft dieser Damen nahe. Ob diese Modelle tatsächlich ihren Körper verkaufen? Darüber schweigt des Galeristen Höflichkeit:  Wenn’s so wäre, stünde Roeder zumindest in bester Tradition französischer Impressionisten und deutscher Expressionisten. Beklemmung macht sich auf einigen Großformaten mit Männerportraits breit. Vom unteren Bildrand ragen Hände empor, legen sich auf Nase, Mund und Ohren und verdecken so einen Teil des Gesichts. ‚Selbstbefühlung‘, so der Titel dieser Dreier-Serien. Geschmacklich haarscharf an der Grenze ist freilich der Akt eines urinierenden Männerunterleibes. Gewiss ist er exzellent gemalt. Bleibt die Frage, ob Roeder damit mehr als provozieren will. (MGM)“

## Einzelausstellungen
- 1976 Galerie CRESC, Bremen
- 1980 Galerie Gruppe Grün, Bremen
- 1998 Galerie Markus Reetz, Düsseldorf
- 1999 Galerie Exiost, Düsseldorf
- 2000 Galerie Markus Reetz, Düsseldorf
- 2001 Galerie Markus Reetz, Düsseldorf
- 2003 Galerie Art*Plus, Düsseldorf
- 2005 Galerie Niepel bei Morawitz, Düsseldorf
- 2007 Reinmetall, Düsseldorf
- 2010 Fire & Ice, Düsseldorf
- 2012 Galerie Biribum, Düsseldorf
- 2015 Sixtrace, Sablet/Frankreich
- 2017 Reinmetall, Düsseldorf

## Ausstellungsbeteiligungen
- 1976 Krakau
- 1977 Galerie Gruppe Grün, Bremen
- 1977 Knokke
- 1978 Osnabrück
- 1978 Galerie Schnake, Münster
- 1979 Galerie Die Wand, Hamburg
- 1991 Galerie Vier, Berlin (zusammen mit Margret Storck)

## Publikationen
- Armand Olivennes: Petits cubes pour benjamin. Poèmes. Illustrations de Günther Roeder. Edition Soleil Natal, 1993. ISBN 978-2-905270-56-6
- Armand Olivennes: Adam et Adam ensemble exilés / Adam und Adam zusammen verbannt. Übersetzung: Rüdiger Fischer. Illustrationen: Günther Roeder. Verlag im Wald, Rimbach 1995. ISBN 3-929208-15-6
- Herbert Albrecht: Bremer Künstler in der Kommunalen Galerie/Graphothek. Erwerbungen 1974–1984. Ausstellungskatalog, Bremen 1984.
- Kurt Morawietz (Hrsg.): die horen. Zeitschrift für Literatur, Kunst und Kritik, Band 144. Leichen aus der Schreibmaschine - Aspekte zur deutschen Kriminalliteratur, zusammengestellt von D.P. Meier-Lenz mit Zeichnungen von Günther Roeder. Wirtschaftsverlag NW, Bremerhaven 1986.
- Kurt Morawietz (Hrsg.): die horen. Zeitschrift für Literatur, Kunst und Kritik, Band 165. Mit Zeichnungen von W.P. Eberhard Eggers und Günther Roeder. Wirtschaftsverlag NW, Bremerhaven 1992. ISSN 0018-4942
- Peter K. Kirchhof (Hrsg.): die horen. Zeitschrift für Literatur, Kunst und Kritik, Band 177. Ein Spaß braucht keine(n) Kabarett in Deutschland. Mit Federzeichnungen von Günther Roeder. Wirtschaftsverlag NW, Bremerhaven 1995. ISSN 0018-4942